# 2016년 뉴욕 영화제
제54회 뉴욕 영화제는 2016년 9월 30일에 열린 시상식이다.

## 수상 (비경쟁)

### 장편 상영작
- 13번째 - 에바 두버네이
- 20세기 여인들 - 마이크 밀스
- 잃어버린 도시 Z - 제임스 그레이
- 아쿠아리우스 - 클레버 멘돈사 필로
- 서튼 위민 - 켈리 라이카트
- 엘르 - 폴 버호벤
- 화염의 바다 - 잔프란코 로시
- 바칼로레아 - 크리스티안 문주
- 헤르미아 앤 헬레나 - 마티야스 피녜이로
- 나, 다니엘 블레이크 - 켄 로치
- 줄리에타 - 페드로 알모도바르
- 맨체스터 바이 더 씨 - 케네스 로너건
- 문라이트 - 배리 젠킨스
- 마이 인타이어 하이 스쿨 싱킹 인투 더 씨 - 대쉬 쇼
- 네루다 - 파블로 라라인
- 패터슨 - 짐 자무쉬
- 퍼스널 쇼퍼 - 올리비에 아사야스
- 더 리허설 - 앨리슨 맥클린
- 시에라네바다 - 크리스티 푸이유
- 요셉의 아들 - 유진 그린
- 리스터 버티칼 - 알랭 기로디
- 다가오는 것들 - 미아 한센-러브
- 토니 어드만 - 마렌 아데
- 언노운 걸 - 장 피에르 다르덴 외 1명
- 당신 자신과 당신의 것 - 홍상수

### 단편 프로그램
- 더 걸 후 댄스드 위드 더 데빌 - 조아오 파올로 미란다 마리아
- 비 굿 포 레이첼 - 에드 로우
- 위니비텔랭 - 터렌스 낸시
- 리틀 불렛츠 - 알판 에셀리
- 파인 - 마르타 헤르니즈 피달
- 랜드 오브 더 로스트 사이드킥스 - 로저 로스 윌리엄스
- 앤 더 홀 스카이 핏 인 더 데드 카우즈 아이 - 프란시스카 알레그리아
- 어 브리프 히스토리 오브 프린세스 엑스 - 가브리엘 아브란테스
- 사라 윈체스터, 팬텀 오페라 - 베르트랑 보넬로
- 영생 - 지아장커
- 프롬 더 다이어리 오브 어 웨딩 포토그래퍼 - 나다브 라피드
- 시그널맨 - 다니엘 아우구스토
- 캔트 테이크 마이 아이즈 오프 유 - 요하네스 키즐러 외 1명
- 뉴 갓즈 - 잭 버크
- 생쥐의 습격 - 파스칼 티에박스
- 왓 해픈드 투 허 - 크리스티 게바라-플래내건
- 임포스터 - 애덤 골드해머
- 키티 - 클로에 세비니
- 아이 턴 투 젤로 - 앤드류 T. 벳처
- 드라마틱 릴레이션십스 - 더스틴 가이 디파
- 디스 캐슬 킵 - 지나 테라롤리
- 로스 앤젤레스 플레이스 뉴욕 - 존 윌슨
- 허니문 - 토미 데이비스
- 리걸 스머글링 위드 크리스틴 초이 - 루위 클로스터
- 더 다이버 - 에스테반 아랑고이즈
- 장 누벨: 리플렉션스 - 맷 타이노어
- 로타티오 - 이언 맥클러린
- 더 보트 - 밀라 웅-드윈 외 1명
- 브릴로 박스 (3센트 오프) - 리산느 스카일러

### 스페셜 이벤트
- 베스트 워스트 씽 댓 에버 쿠드 해브 해픈드... - 로니 프라이스
- 빌리 린스 롱 하프타임 워크 - 이안
- 김미 데인저 - 짐 자무쉬
- 해밀턴스 아메리카 - 알렉스 호위츠
- 어 콰이어트 패션 - 테렌스 데이비스
- 베스트 워스트 씽 댓 에버 쿠드 해브 해픈드... - 로니 프라이스
- 빌리 린스 롱 하프타임 워크 - 이안
- 김미 데인저 - 짐 자무쉬
- 해밀턴스 아메리카 - 알렉스 호위츠
- 재키 - 파블로 라라인
- 어 콰이어트 패션 - 테렌스 데이비스

### 스포트라이트 온 다큐멘터리
- 아바쿠스: 스몰 이너프 두 제일 - 스티브 제임스
- B-사이드: 엘사 도프만스 포트레이트 포토그래피 - 에롤 모리스
- 브라이츠 나이츠: 스타링 캐리 피셔 앤드 데비 에리놀즈 - 알렉시스 블룸 외 1명
- 시네마 트래블러 - 셜리 아브라함 외 1명
- 도슨 시티: 프론즈 타임 - 빌 모리슨
- 히세인 합레, 어 캐네디언 트라제디 - 마하마트 살레 하룬
- 아이 엠 낫 유어 네그로 - 라울 펙
- 아임 콜드 힘 모건 - 캐스퍼 콜린
- 칼 마스 시티 - 페트라 엡퍼레인 외 1명
- 패트리아 오 뮤에르테: 쿠바, 파더랜드 오르 데스 - 올라츠 로페즈 가멘디아
- 윈디 웰랜: 레스트리스 크리쳐 - 린다 사파이어 외 1명
- 더 세틀러스 - 시몬 도턴
- 투 트레인스 러닌 - 사무엘 D. 폴라드
- 하워드 삼촌 - 아론 브룩커
- 후즈 컨츄리? - 모마헤드 시암

### 회고전
- 프렌치 시네마 스토리 - 베르트랑 타베르니에
- 죄악의 천사들 - 로베르 브레송
- 앙트완과 앙트와네트 - 자크 베케르
- 살의의 순간 - 줄리앙 뒤비비에르
- 무서운 아이들 - 장 피에르 멜빌
- 라 마르세예즈 - 장 르누아르
- 안전한 행동 - 베르트랑 타베르니에
- 베이커가로 가는 23 걸음 - 헨리 헤서웨이
- 다크 코너 - 헨리 헤서웨이
- 다운 투 더 씨 인 쉽스 - 헨리 헤서웨이
- 14시간 - 헨리 헤서웨이
- 프럼 헬 투 텍사스 - 헨리 헤서웨이
- 가든 오브 이블 - 헨리 헤서웨이
- 이중 노출 - 헨리 헤서웨이
- 나이아가라 - 헨리 헤서웨이
- 알래스카 혼 - 헨리 헤서웨이
- 로하이드 - 헨리 헤서웨이
- 셰퍼드 오브 더 힐 - 헨리 헤서웨이
- 북해의 남아 - 헨리 헤서웨이

### 프로젝션스
- 리걸 - 카리사 한
- 스티브 헤이츠 피쉬 - 존 스미스
- 리얼 이탈리안 피자 - 데이비드 림머
- 나우: 엔드 오브 시즌 - 아이만 나흘
- 씨 어 도그, 히어 어 도그 - 제시 맥클린
- 트윅스트 컵 앤 립 - 스테판 서클리프
- 벤딩 투 어스 - 로사 바바
- 텐 모닝스 텐 이브닝스 앤드 원 호라이즌 - 니시카와 토모나리
- 캐네디언 퍼시픽 I - 데이비드 림머
- 자아지 아프록스. - 스카이 호핀카
- 배드 마마, 후 케이스 - Brigid McCaffrey
- 이어스, 노즈 앤드 스로트 - 케빈 제롬 에버슨
- 디 일리노이즈 파라블즈 - 데보라 스트라트맨
- 호시즈 오브 캐벌리 캡틴 - 클레멘스 본 웨더마이어
- 올드 햇 - 자크 이안나찌
- 플라워스 오브 더 스카이 - 제니 게이저
- 앤서 프린트 - 모니카 사비론
- 애시리움 필릭스-페미나(포 안나 앳킨스) - 켈리 에건
- 셀로판 포장지의 변주 - 데이비드 림머
- 고스트 칠드런 - 주앙 비에라 토레스
- 실라오스 - 카밀로 레스트레포
- 루나 에 산투르 - 조슈아 젠 솔론즈
- 인데피니트 피치 - 제임스 N. 키에니츠 윌킨스
- 유로파, 몬 아무르 (2016 브렉시트 에디션) - 로렌스 렉
- 스트레인지 비전 오브 시잉 씽즈 - 라이언 퍼코
- 포이어 - 이스마일 바리
- 올 더 시티즈 오브 더 노스 - 데인 콤리엔
- 어 보이 니즈 어 프렌드 - 스티브 레인케
- 스포트라이트 온 어 브릭 월 - 마이크 스톨츠 외 1명
- 리턴 투 폼스 - 재커리 엡카
- 드림 잉글리쉬 키드 1964-1999 AD - 마크 렉키
- 어텀 - 나다니엘 도어스키
- 더 드리머 - 나다니엘 도어스키
- 바가텔 II - 제롬 힐러
- 하 테라! - 아나 베즈
- 킨다 - 에브라임 애실리
- 인 타이탄스 고블릿 - 피터 B. 휴튼
- 언 에비에이션 필드 - 조안나 피멘타
- 일렉트리컬 가자 - 로절린드 나샤쉬비
- 이벤트 호라이즌 - 길예르모 몬카요
- 프롬 더 노트북 오브... - 로버트 비버스
- 포 크리스천 - 루크 포울러
- 더 휴먼 서지 - 에두아르도 윌리엄스
- 버닝 마운틴스 댓 스퓨 플레임 - 엘레나 히론
- 자아지 아프록스. - 스카이 호핀카

### 리바이벌스
- 돈 - 로베르 브레송
- 알제리 전투 - 질로 폰테코르보
- 할란 카운티 USA - 바바라 코플
- 더 리빙 아이돌 - 앨버트 루인
- 저개발의 기억 - 토마스 구티에레즈 알레아
- 애꾸눈 잭 - 말론 브란도
- 공황 - 줄리앙 뒤비비에르
- 타이페이 스토리 - 에드워드 양
- 우게쯔 이야기 - 미조구치 켄지

### 익스플로레이션스
- 루이 14세의 죽음 - 알베르트 세라
- 에브리씽 엘스 - 나탈리아 알마다
- 아이 해드 노웨어 투 고 - 더글러스 고든
- 켁스자칼루 - 가스통 솔니츠키
- 미모사 - 올리버 라세
- 조류학자의 은밀한 모험 - 주앙 페드로 로드리게스

### 컨버전스
- 카드보드 시티 - 키이라 벤징 외 1명
- 자이언트 - 밀리카 젝 외 1명
- 레이트 시프트 - 토비아스 웨버 외 1명